# Vavrečka
Vavrečka és un poble i municipi d'Eslovàquia que es troba a la regió de Žilina, al centre-nord del país.

## Demografia
| Godina             | 1994 | 2004    | 2014    | 2024    |
| ------------------ | ---- | ------- | ------- | ------- |
| Nombre de persones | 1061 | 1290    | 1434    | 1707    |
| Diferència         |      | +21,58% | +11,16% | +19,03% |

| Godina             | 2023 | 2024   |
| ------------------ | ---- | ------ |
| Nombre de persones | 1696 | 1707   |
| Diferència         |      | +0,64% |